# Credit des Alpes
Credit des Alpes é um banco de investimento suíço. 
O banco esteve envolvido em várias transacções notáveis.
Credit des Alpes aconselhou os accionistas maioritários da empresa brasileira GVT, objeto de uma guerra de ofertas entre a Vivendi e a Telefónica. A Vivendi acabou por adquirir a GVT por 4,2 mil milhões de dólares.